# Александар II од Имеретије
Александар II (груз. ალექსანდრე II) (умро 1. априла 1510.) био је краљ Грузије у 1478. години и краљ Имеретије од 1483. до 1510. године.

## Живот
У 1478. години, умро је његов отац Баграт VI а Александар је постао краљ Грузије, владавши двема главним покрајинама, Имеретијом на западу и Картлијом на истоку. Александар је збачен с престола од стране картлијског принца Константина II. Александар се повукао у планинским провинцијама Рача и Лечхуми на западу. Александар се вратио у Имеретију након пораза Константина од Кварквара II, моћног атабега Самцхеје 1483. године, али је изгубио престоницу Кутаиси годину дана касније у сукобу са Константином. 1488. године Александар је искористио инвазију Аккојунских Туркмена на Картлију, и преузео је контролу над Имеретијом. Константин је 1491. године морао признати свог противника као независног сувереног владара и да ограничи своју власт само над Картлијом.
Мир између два грузијска краљевства није дуго потрајао, августа 1509. године, Александар је извршио инвазију на Картлију, заузимајући западну регију и град тврђаву Гори. Вест да је Имеретија нападнута од стране османских Турака за време одсуства Александра приморала је краља да се врати у своју престоницу Кутаиси, а Гори је убрзо повратио Давид X од Картлија.

## Породица
Године 1483. Александар II се оженио са извесном Тамаром која је умрла 12. марта 1510. Александар је умро 1. априла 1510. и сахрањен је са својом женом у манастиру Гелати у близини Кутаисија. Имали су седам деце:
- Баграт III (1495–1565), наследио је Александра на месту краља.
- Принц Давид ( ?– 1524).
- Принц Вахтанг (?– 1548).
- Принц Гиорги (? – 1545).
- Принц Деметри
- Принцеза Тинатин.
- Принцеза непознатог имена.